# Henry Every

Piratenvlag van Henry Every

Henry Every, ook bekend als Henry Avery (Plymouth, gedoopt 1659 – ?), was een kapitein en piraat.
Every begon zijn carrière bij de Britse marine en werkte later nog op slavenschepen (waarbij hij erg sadistisch te werk ging), voordat hij in 1691 een eigen schip toegewezen kreeg. Hij noemde het de Fancy, voorheen de Charles II geheten. Aan boord van de Fancy waren rond de 46 kanonnen en 150 bemanningsleden. Toen hij op een avond de haven van La Coruña in Spanje uitvoer, besloot hij een brief te schrijven gericht aan alle commandanten van de Engelse vloot, waarin hij meldde dat hij en zijn bemanning zich voortaan bezig zouden houden met het plunderen van schepen en hun goederen.
Hij overviel vooral handelsschepen uit India en corsaires van de VOC. Zijn werkterrein was de Indische Oceaan en het gebied rond Madagaskar. De grootste overwinning was het kapen van de Gang-i-Sawai, een schip van keizer Aurangzeb van India beladen met goud, juwelen en robijnen. Op de Rode Zee begon hij een soort tolheffing voor alle schepen die hem passeerden.
Toen er muiterij onder de bemanning uitbrak, stapten er verschillende mannen op, waardoor de eenheid weg was en de Fancy een leeg schip werd. De rest van de bemanning ging met het schip zijn geluk zoeken in het Caribisch gebied, maar het schip zou in een storm op zee gezonken zijn en de overlevenden zouden zijn opgehangen of gedood bij het gerechtsgebouw de Old Bailey. Het laatste wat van Every werd vernomen, is dat hij zou zijn gevlucht en in Ierland of Engeland zou zijn gaan wonen. Volgens overleveringen zou Every nog gezien zijn op IJsland.
Al met al was deze Every een excentrieke verschijning. Daniel Defoe schreef The Life Adventures and Piracies of the Famous Captain Singleton, gebaseerd op zijn leven. Er zijn ook andere boeken en toneelstukken verschenen, zoals het stuk The Successful Pyrate. Ook de computergame Uncharted:4 A Thieves End, is gebaseerd op het leven van Henry Every.
De vondst van Arabische munten uit 1693 in Rhode Island, Massachusetts en connecticut heeft de laatste jaren geleid tot theorieën, dat Every in 1696 naar Nieuw Engeland is gegaan, en daar zijn oude leven als kapitein van een slavenschip weer heeft opgepakt.